# أبو كبيع غربي (الرقة)
أبو كبيع غربي قرية سورية تتبع ناحية المنصورة في منطقة الثورة في محافظة الرقة. بلغ عدد سكانها 1407 نسمة في عام 2004 حسب إحصاء المكتب المركزي للإحصاء.